# Rhinischia surinama
Rhinischia surinama är en insektsart som beskrevs av Max Beier 1954. Rhinischia surinama ingår i släktet Rhinischia och familjen vårtbitare. Inga underarter finns listade i Catalogue of Life.